# Campionati italiani di pattinaggio di figura
I Campionati italiani di pattinaggio di figura sono una competizione nazionale di pattinaggio di figura che si svolge ogni anno organizzata dalla Federazione Italiana Sport del Ghiaccio (FISGC). I pattinatori competono nelle discipline di individuale maschile, individuale femminile, pattinaggio di coppia, danza su ghiaccio e pattinaggio sincronizzato nei livelli senior e junior per il titolo di Campione Nazionale d'Italia.

## Medagliati

### Individuale Maschile

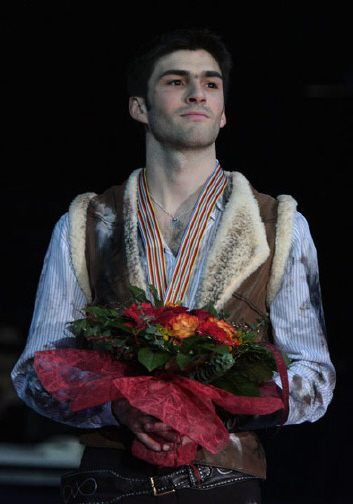
Samuel Contesti al Campionato europeo nel 2009

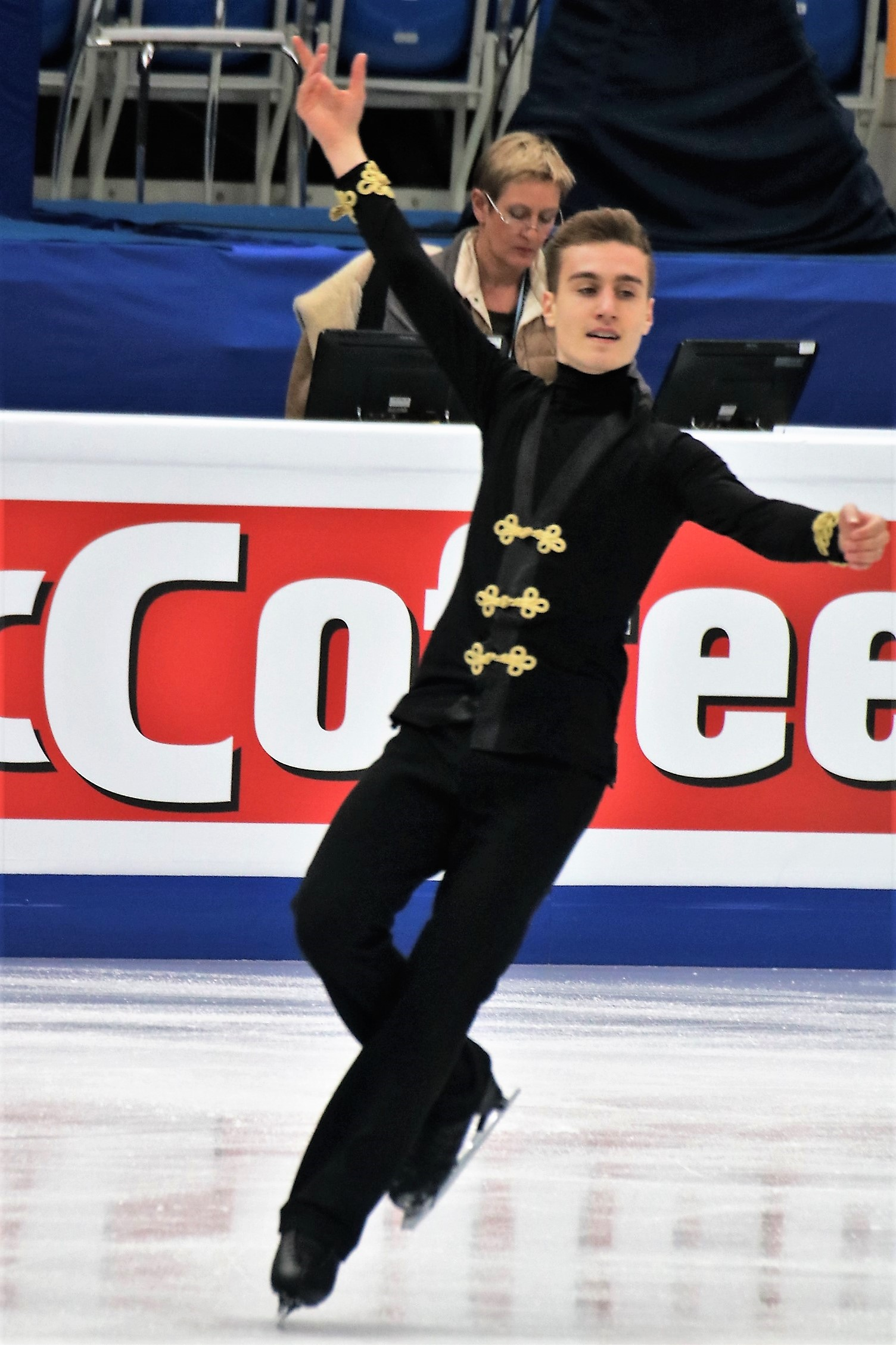
Matteo Rizzo nel 2018

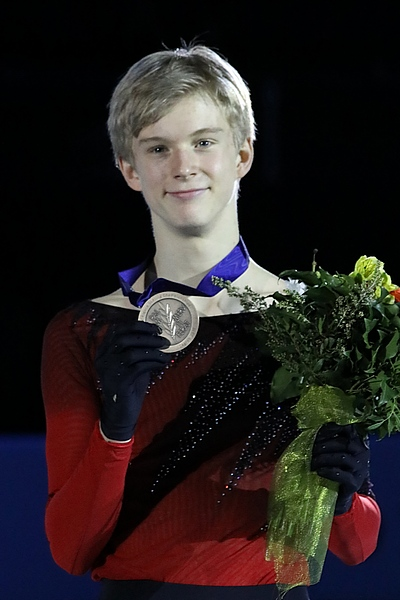
Daniel Grassl sul podio del Campionato del mondo juniores nel 2019

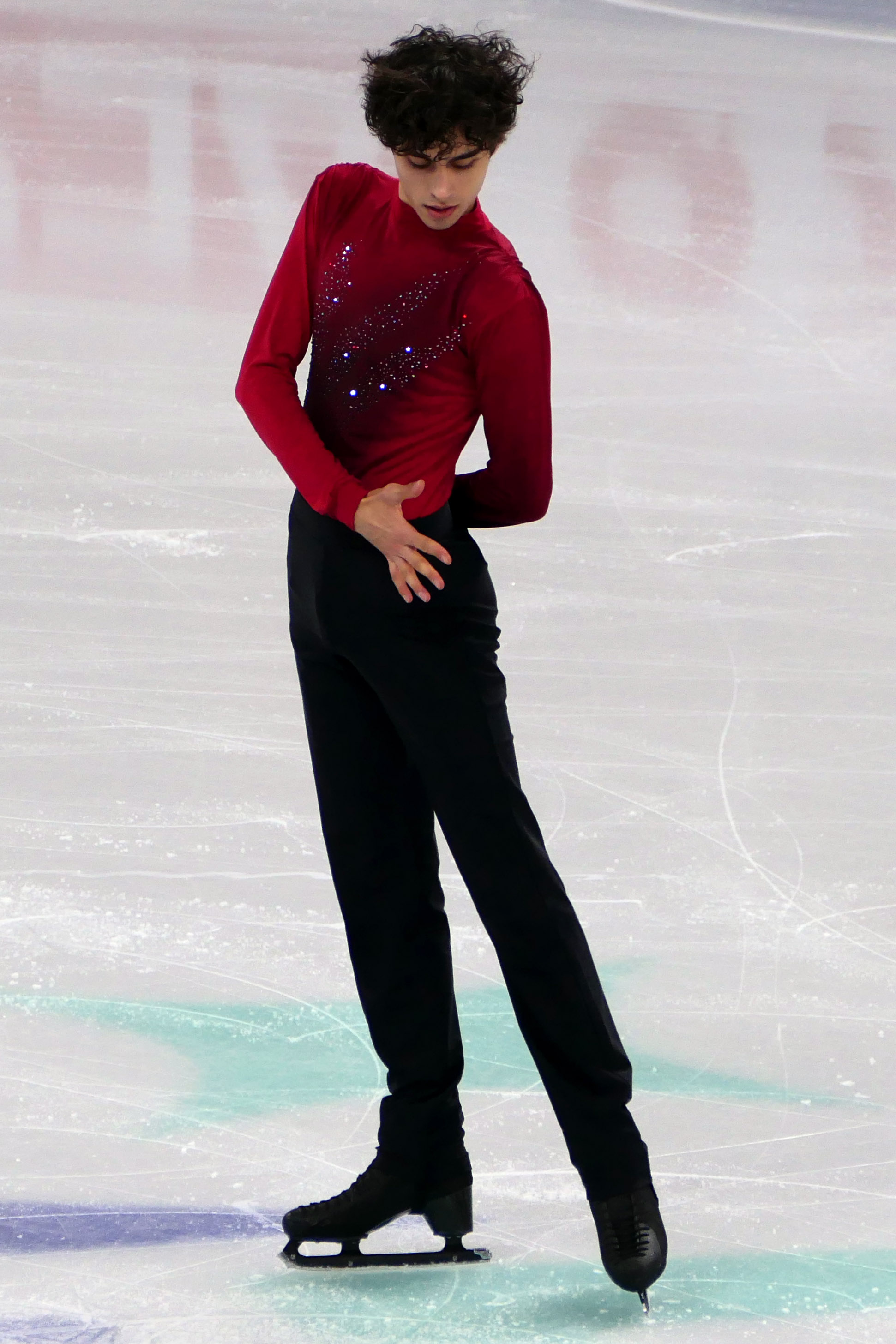
Nikolaj Memola al Campionato del mondo nel 2024

| Medagliere maschile | Medagliere maschile | Medagliere maschile      | Medagliere maschile      | Medagliere maschile      |
| ------------------- | ------------------- | ------------------------ | ------------------------ | ------------------------ |
| Anno                | Luogo               | Oro                      | Argento                  | Bronzo                   |
| 1945                |                     | Carlo Fassi              |                          |                          |
| 1946                |                     | Carlo Fassi              |                          |                          |
| 1947                |                     | Carlo Fassi              |                          |                          |
| 1948                |                     | Carlo Fassi              |                          |                          |
| 1949                |                     | Carlo Fassi              |                          |                          |
| 1950                |                     | Carlo Fassi              |                          |                          |
| 1951                |                     | Carlo Fassi              |                          |                          |
| 1952                |                     | Carlo Fassi              |                          |                          |
| 1953                |                     | Carlo Fassi              |                          |                          |
| 1954                | Milano              | Carlo Fassi              |                          |                          |
| 1955                | Torino              | Sergio Bellé             |                          |                          |
| 1956                | Cortina d'Ampezzo   | Sergio Brosio            |                          |                          |
| 1957                |                     | Sergio Brosio            |                          |                          |
| 1958                |                     | Sergio Brosio            |                          |                          |
| 1959                |                     | Sergio Brosio            |                          |                          |
| 1960                | Asiago              | Sergio Brosio            |                          |                          |
| 1961                | Milano              | Giordano Abbondati       |                          |                          |
| 1962                | Milano              | Giordano Abbondati       |                          |                          |
| 1963                | Bolzano             | Giordano Abbondati       |                          |                          |
| 1964                | Milano              | Giordano Abbondati       |                          |                          |
| 1965                | Milano              | Giordano Abbondati       |                          |                          |
| 1966                | Cortina d'Ampezzo   | Giordano Abbondati       |                          |                          |
| 1967                | Genova              | Giordano Abbondati       |                          |                          |
| 1968                | Milano              | Giordano Abbondati       |                          |                          |
| 1969                | Merano              | Stefano Baraguan         |                          |                          |
| 1970                | Merano              | Stefano Bargauan         |                          |                          |
| 1971                | Ortisei             | Stefano Bargauan         |                          |                          |
| 1972                |                     | Stefano Bargauan         |                          |                          |
| 1973                | Milano              | Stefano Baraguan         | Rolando Bragaglia        |                          |
| 1974                | Torino              | Rolando Bragaglia        |                          |                          |
| 1975                | Merano              | Rolando Bragaglia        |                          |                          |
| 1976                |                     | Rolando Bragaglia        |                          |                          |
| 1977                |                     |                          |                          |                          |
| 1978                |                     |                          |                          |                          |
| 1979                |                     |                          |                          |                          |
| 1980                |                     |                          |                          |                          |
| 1981                |                     | Bruno del Maestro        |                          |                          |
| 1982                |                     | Bruno del Maestro        |                          |                          |
| 1983                |                     | Bruno del Maestro        |                          |                          |
| 1984                |                     | Alessandro Riccitelli    |                          |                          |
| 1985                | Belluno             | Alessandro Riccitelli    |                          |                          |
| 1986                |                     | Alessandro Riccitelli    |                          |                          |
| 1987                |                     | Alessandro Riccitelli    |                          |                          |
| 1988                |                     | Alessandro Riccitelli    |                          |                          |
| 1989                |                     | Alessandro Riccitelli    |                          |                          |
| 1990                |                     | Alessandro Riccitelli    |                          |                          |
| 1991                |                     | Alessandro Riccitelli    | Gilberto Viadana         |                          |
| 1992                |                     | Gilberto Viadana         |                          |                          |
| 1993                |                     | Fabrizio Garattoni       | Gilberto Viadana         |                          |
| 1994                |                     | Fabrizio Garattoni       |                          |                          |
| 1995                |                     | Fabrizio Garattoni       |                          |                          |
| 1996                |                     | Fabrizio Garattoni       |                          | Angelo Dolfini           |
| 1997                |                     | Gilberto Viadana         | Fabrizio Garattoni       | Angelo Dolfini           |
| 1998                |                     | Gilberto Viadana         | Angelo Dolfini           |                          |
| 1999                | Milano              | Angelo Dolfini           | Roberto Sana             |                          |
| 2000                | Merano              | Angelo Dolfini           | Karel Zelenka            |                          |
| 2001                | Agorà               | Angelo Dolfini           | Karel Zelenka            | nessun altro concorrente |
| 2002                | Collalbo            | Angelo Dolfini           | Karel Zelenka            | Paolo Bacchini           |
| 2003                | Lecco               | Karel Zelenka            | Paolo Bacchini           | Fabio Mascarello         |
| 2004                | Milano              | Karel Zelenka            | Paolo Bacchini           | Marco Fabbri             |
| 2005                | Merano              | Karel Zelenka            | Paolo Bacchini           | Marco Fabbri             |
| 2006                | Sesto San Giovanni  | Karel Zelenka            | Paolo Bacchini           | Daniel D'Inca            |
| 2007                | Trento              | Karel Zelenka            | Marco Fabbri             | Paolo Bacchini           |
| 2008                | Milano              | Samuel Contesti          | Karel Zelenka            | Paolo Bacchini           |
| 2009                | Pinerolo            | Samuel Contesti          | Paolo Bacchini           | Ruben Errampalli         |
| 2010                | Brescia             | Samuel Contesti          | Paolo Bacchini           | Karel Zelenka            |
| 2011                | Milano              | Samuel Contesti          | Paolo Bacchini           | Fabio Mascarello         |
| 2012                | Courmayeur          | Samuel Contesti          | Paolo Bacchini           | Paul Bonifacio Parkinson |
| 2013                | Milano              | Paul Bonifacio Parkinson | Paolo Bacchini           | Maurizio Zandron         |
| 2014                | Merano              | Ivan Righini             | Paul Bonifacio Parkinson | Paolo Bacchini           |
| 2015                | Torino              | Ivan Righini             | Matteo Rizzo             | Carlo Vittorio Palermo   |
| 2016                | Torino              | Ivan Righini             | Matteo Rizzo             | Maurizio Zandron         |
| 2017                | Egna                | Ivan Righini             | Matteo Rizzo             | Maurizio Zandron         |
| 2018                | Milano              | Matteo Rizzo             | Ivan Righini             | Maurizio Zandron         |
| 2019                | Trento              | Daniel Grassl            | Matteo Rizzo             | Mattia Dalla Torre       |
| 2020                | Bergamo             | Daniel Grassl            | Matteo Rizzo             | Mattia Dalla Torre       |
| 2021                | Egna                | Daniel Grassl            | Matteo Rizzo             | Gabriele Frangipani      |
| 2022                | Torino              | Daniel Grassl            | Matteo Rizzo             | Gabriele Frangipani      |
| 2023                | Brunico             | Matteo Rizzo             | Nikolaj Memola           | Gabriele Frangipani      |
| 2024                | Pinerolo            | Nikolaj Memola           | Gabriele Frangipani      | Corey Circelli           |
| 2025                | Varese              | Daniel Grassl            | Nikolaj Memola           | Gabriele Frangipani      |

### Individuale Femminile

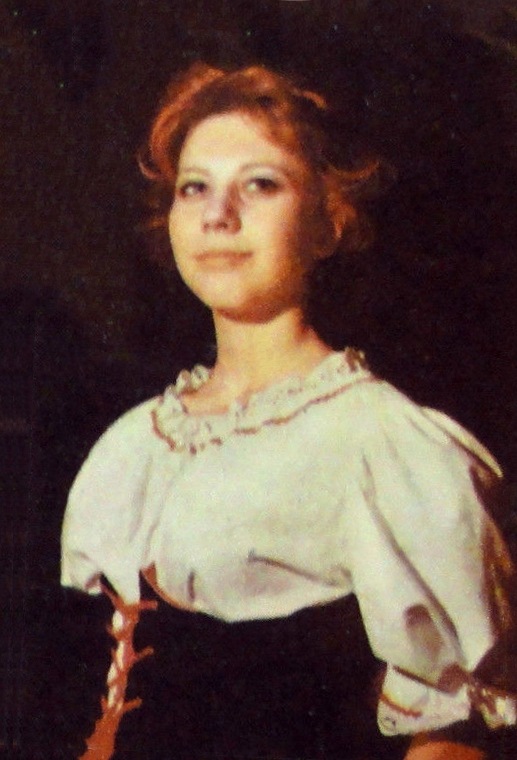
Rita Trapanese

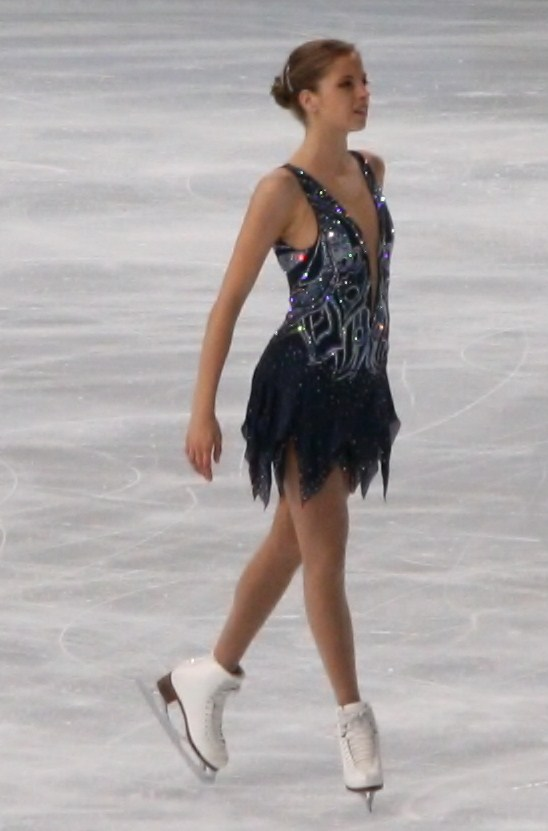
Carolina Kostner al Trophée Eric Bompard nel 2011

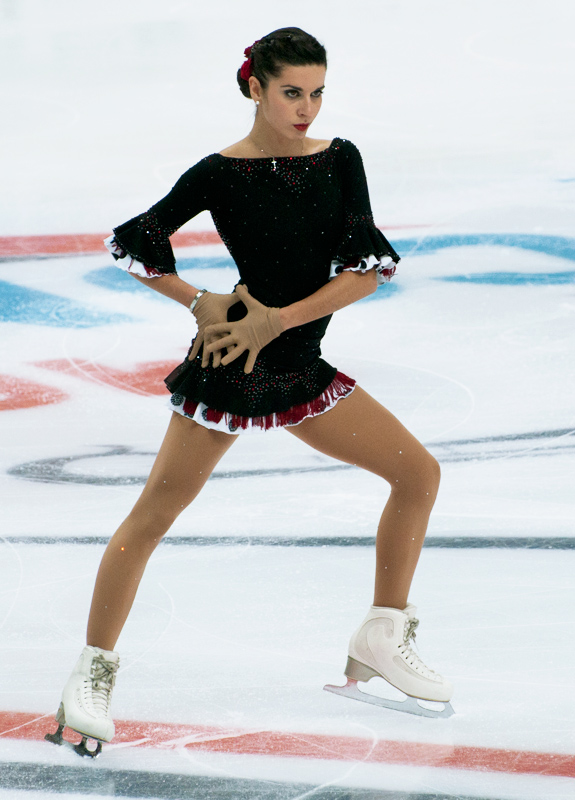
Valentina Marchei alla Rostelecom Cup 2012

| Medagliere femminile | Medagliere femminile | Medagliere femminile         | Medagliere femminile     | Medagliere femminile |
| -------------------- | -------------------- | ---------------------------- | ------------------------ | -------------------- |
| Anno                 | Luogo                | Oro                          | Argento                  | Bronzo               |
| 1945                 |                      |                              |                          |                      |
| 1946                 |                      |                              |                          |                      |
| 1947                 |                      |                              |                          |                      |
| 1948                 |                      | Grazia Barcellona            |                          |                      |
| 1949                 |                      | Grazia Barcellona            |                          |                      |
| 1950                 |                      | Grazia Barcellona            |                          |                      |
| 1951                 |                      | Grazia Barcellona            |                          |                      |
| 1952                 |                      | Grazia Barcellona            |                          |                      |
| 1953                 |                      |                              |                          |                      |
| 1954                 | Milano               | Fiorella Negro               | Luisella Gaspari         | Manuela Angeli       |
| 1955                 | Torino               | Fiorella Negro               |                          | Luisella Gaspari     |
| 1956                 | Cortina d'Ampezzo    |                              | Manuela Angeli           |                      |
| 1957                 |                      | Anna Galmarini               | Carla Tichatscheck       |                      |
| 1958                 |                      | Anna Galmarini               |                          |                      |
| 1959                 |                      | Anna Galmarini               |                          |                      |
| 1960                 | Asiago               | Anna Galmarini               |                          |                      |
| 1961                 | Milano               | Christa von Kuczkowski Fassi |                          |                      |
| 1962                 | Milano               | Sandra Brugnera              |                          |                      |
| 1963                 | Bolzano              | Sandra Brugnera              |                          |                      |
| 1964                 | Milano               | Sandra Brugnera              |                          |                      |
| 1965                 | Milano               | Rita Trapanese               |                          |                      |
| 1966                 | Cortina d'Ampezzo    | Rita Trapanese               |                          |                      |
| 1967                 | Genova               | Rita Trapanese               |                          |                      |
| 1968                 | Milano               | Rita Trapanese               |                          |                      |
| 1969                 | Merano               | Rita Trapanese               |                          |                      |
| 1970                 | Merano               | Rita Trapanese               |                          |                      |
| 1971                 | Ortisei              | Rita Trapanese               |                          |                      |
| 1972                 |                      | Rita Trapanese               |                          |                      |
| 1973                 | Milano               | Cinzia Frosio                |                          |                      |
| 1974                 | Torino               | Cinzia Frosio                |                          |                      |
| 1975                 | Merano               | Susanna Driano               |                          |                      |
| 1976                 | Bolzano              | Susanna Driano               |                          |                      |
| 1977                 |                      | Susanna Driano               |                          |                      |
| 1978                 |                      | Susanna Driano               |                          |                      |
| 1979                 |                      | Susanna Driano               |                          |                      |
| 1980                 |                      | Susanna Driano               |                          |                      |
| 1981                 |                      | Karin Telser                 |                          |                      |
| 1982                 |                      | Karin Telser                 |                          |                      |
| 1983                 |                      | Karin Telser                 |                          |                      |
| 1984                 |                      | Karin Telser                 |                          |                      |
| 1985                 | Belluno              | Paola Tosi                   |                          |                      |
| 1986                 |                      |                              |                          |                      |
| 1987                 | Mentana              | Beatrice Gelmini             | Paola Tosi               | Sabine Contini       |
| 1988                 | Belluno              | Beatrice Gelmini             | Sabine Contini           | Paola Tosi           |
| 1989                 | Bressanone           | Sabine Contini               | Beatrice Gelmini         | Paola Tosi           |
| 1990                 |                      | Beatrice Gelmini             | Paola Tosi               |                      |
| 1991                 |                      | Beatrice Gelmini             |                          |                      |
| 1992                 |                      | Margaret Schlater            |                          |                      |
| 1993                 |                      | Cristina Mauri               |                          |                      |
| 1994                 |                      | Silvia Fontana               | Vanessa Giunchi          |                      |
| 1995                 | Roma                 | Vanessa Giunchi              |                          |                      |
| 1996                 |                      | Silvia Fontana               | Vanessa Giunchi          |                      |
| 1997                 | Roccaraso            | Tony Bombardieri             | Vanessa Giunchi          | Silvia Fontana       |
| 1998                 | Courmayeur           | Tony Bombardieri             | Silvia Fontana           | Vanessa Giunchi      |
| 1999                 | Milano               | Silvia Fontana               | Vanessa Giunchi          | Elisa Pompanin       |
| 2000                 | Merano               | Silvia Fontana               | Vanessa Giunchi          | Paola Pasetto        |
| 2001                 | Milano               | Vanessa Giunchi              | Silvia Fontana           | Claudia di Constanzo |
| 2002                 | Collalbo             | Silvia Fontana               | Vanessa Giunchi          | Claudia di Constanzo |
| 2003                 | Lecco                | Carolina Kostner             | Vanessa Giunchi          | Giorgia Carrossa     |
| 2004                 | Milano               | Valentina Marchei            | Carolina Kostner         | Martina Sasanelli    |
| 2005                 | Merano               | Carolina Kostner             | Valentina Marchei        | Nicole Della Monica  |
| 2006                 | Sesto San Giovanni   | Carolina Kostner             | Silvia Fontana           | Caterina Gabanella   |
| 2007                 | Trento               | Carolina Kostner             | Stefania Berton          | Valentina Marchei    |
| 2008                 | Milano               | Valentina Marchei            | Stefania Berton          | Francesca Rio        |
| 2009                 | Pinerolo             | Carolina Kostner             | Francesca Rio            | Stefania Berton      |
| 2010                 | Brescia              | Valentina Marchei            | Carolina Kostner         | Alice Garlisi        |
| 2011                 | Milano               | Carolina Kostner             | Valentina Marchei        | Amelia Schwienbacher |
| 2012                 | Courmayeur           | Valentina Marchei            | Francesca Rio            | Roberta Rodeghiero   |
| 2013                 | Milano               | Carolina Kostner             | Valentina Marchei        | Giada Russo          |
| 2014                 | Merano               | Valentina Marchei            | Francesca Rio            | Roberta Rodeghiero   |
| 2015                 | Torino               | Giada Russo                  | Roberta Rodeghiero       | Micol Cristini       |
| 2016                 | Torino               | Giada Russo                  | Roberta Rodeghiero       | Sara Casella         |
| 2017                 | Egna                 | Carolina Kostner             | Roberta Rodeghiero       | Giada Russo          |
| 2018                 | Milano               | Carolina Kostner             | Giada Russo              | Elisabetta Leccardi  |
| 2019                 | Trento               | Alessia Tornaghi             | Lucrezia Beccari         | Lara Naki Gutmann    |
| 2020                 | Bergamo              | Alessia Tornaghi             | Marina Piredda           | Lara Naki Gutmann    |
| 2021                 | Egna                 | Lara Naki Gutmann            | Ginevra Lavinia Negrello | Lucrezia Beccari     |
| 2022                 | Torino               | Lara Naki Gutmann            | Anna Pezzetta            | Marina Piredda       |
| 2023                 | Brunico              | Lara Naki Gutmann            | Ginevra Lavinia Negrello | Anna Pezzetta        |
| 2024                 | Pinerolo             | Sarina Joos                  | Lara Naki Gutmann        | Anna Pezzetta        |
| 2025                 | Varese               | Anna Pezzetta                | Lara Naki Gutmann        | Marina Piredda       |

### Coppie

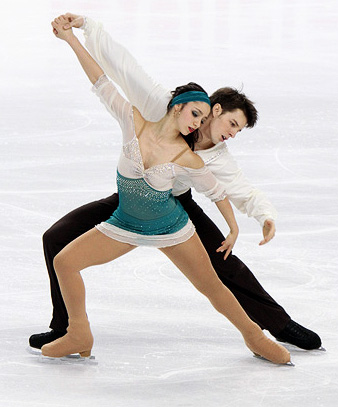
Stefania Berton / Ondrej Hotárek al Campionato del mondo nel 2010

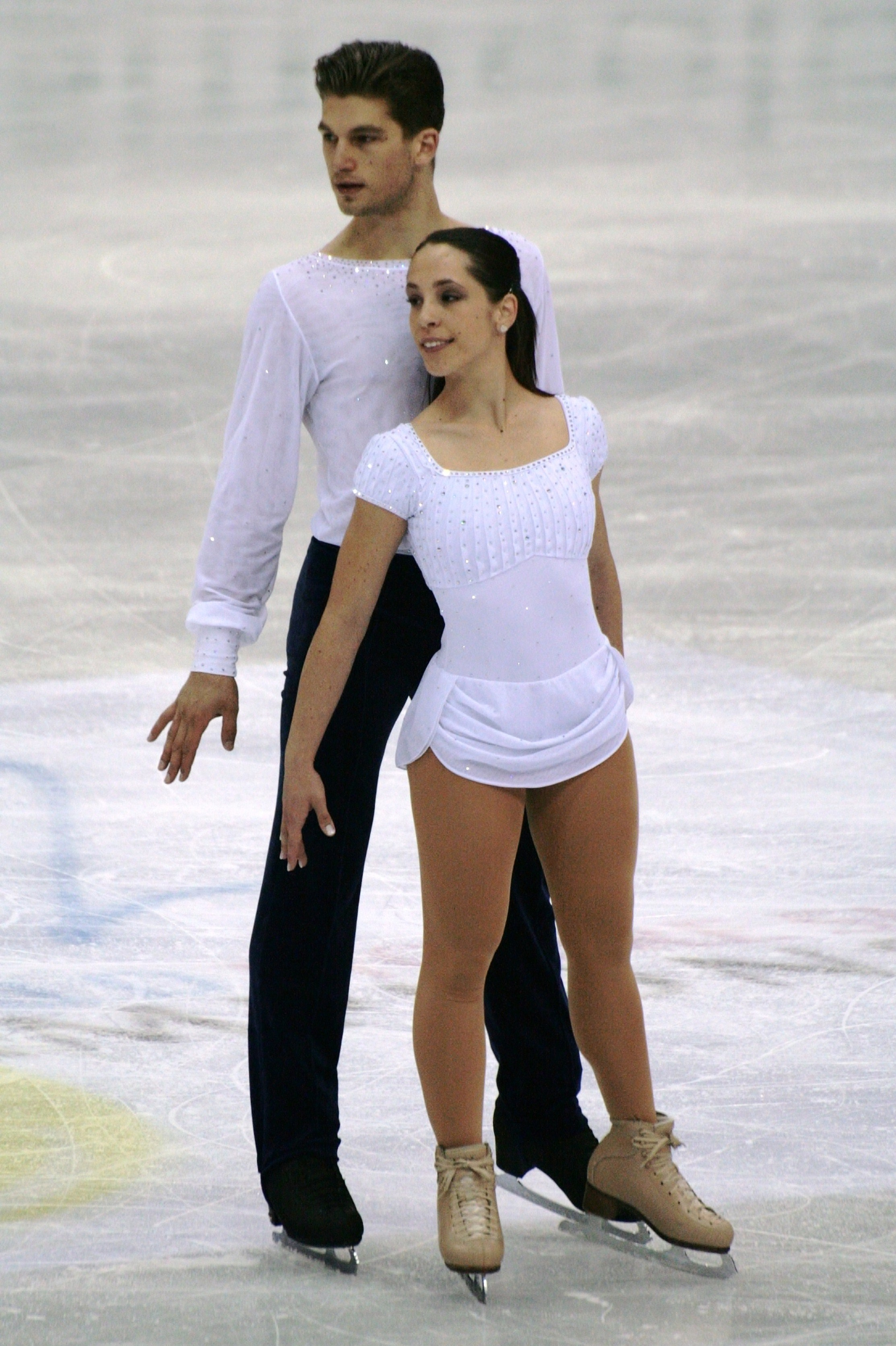
Nicole Della Monica / Matteo Guarise al Campionato del mondo nel 2012

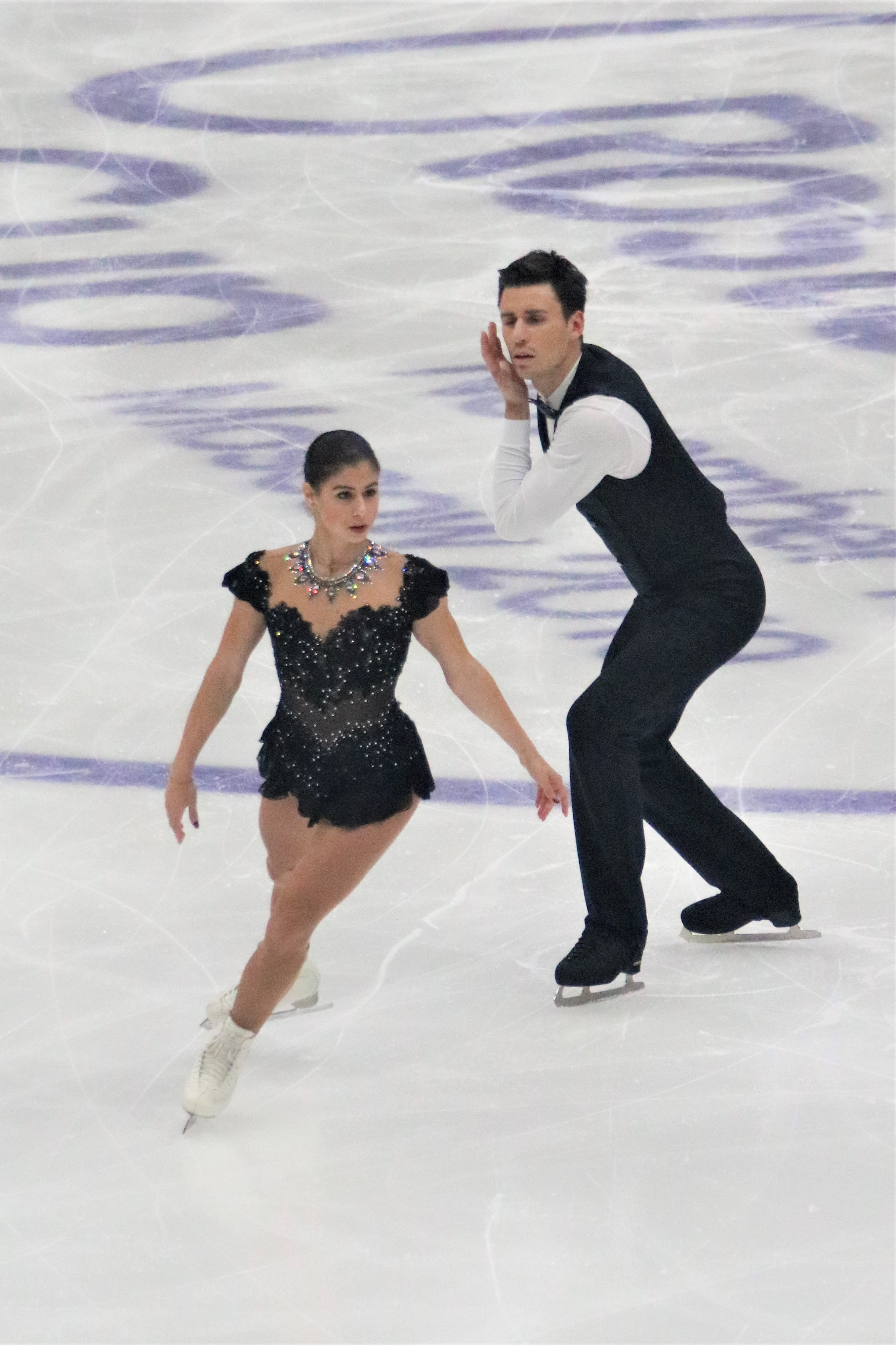
Rebecca Ghilardi / Filippo Ambrosini

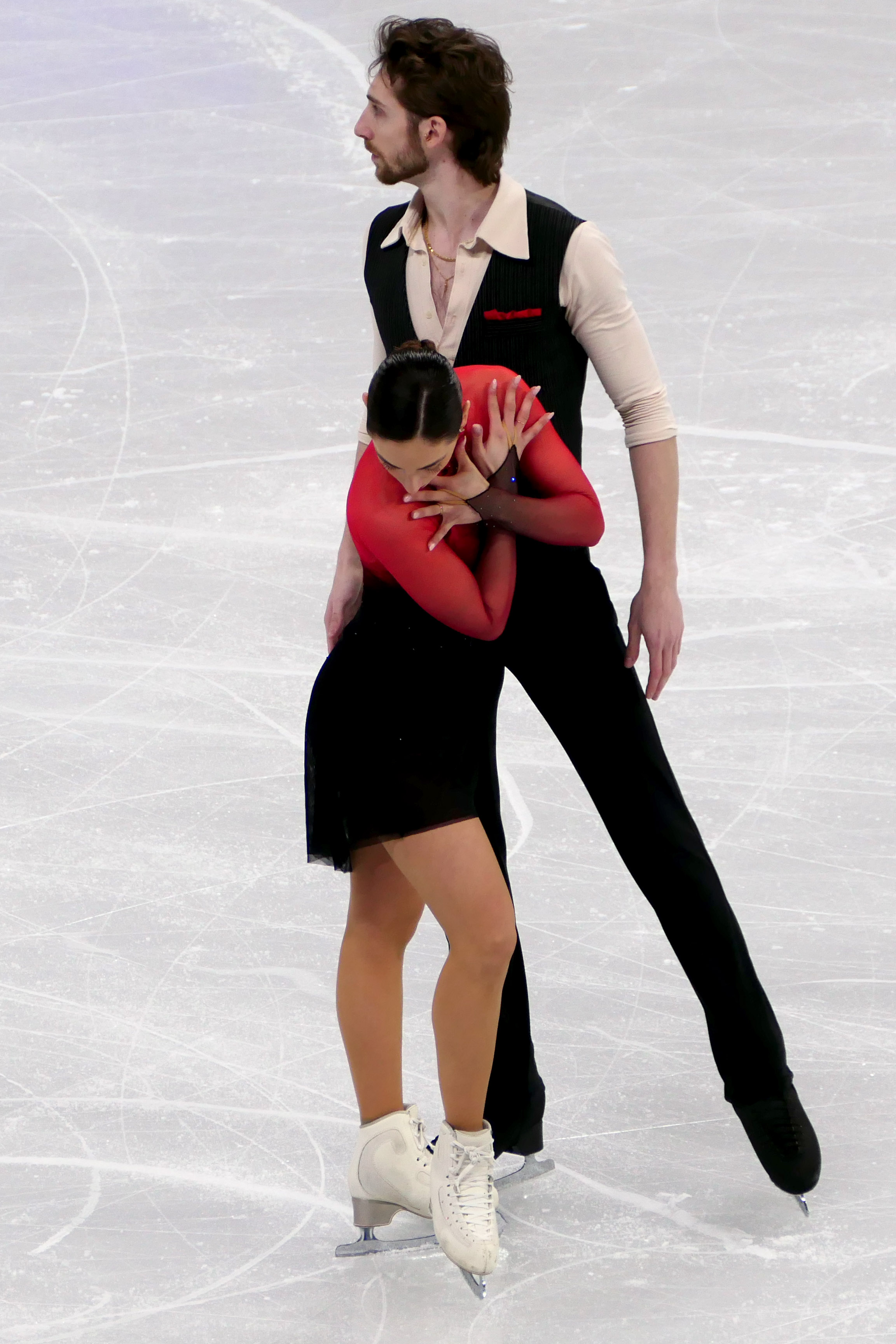
Sara Conti / Niccolo Macii al Campionato del mondo nel 2024

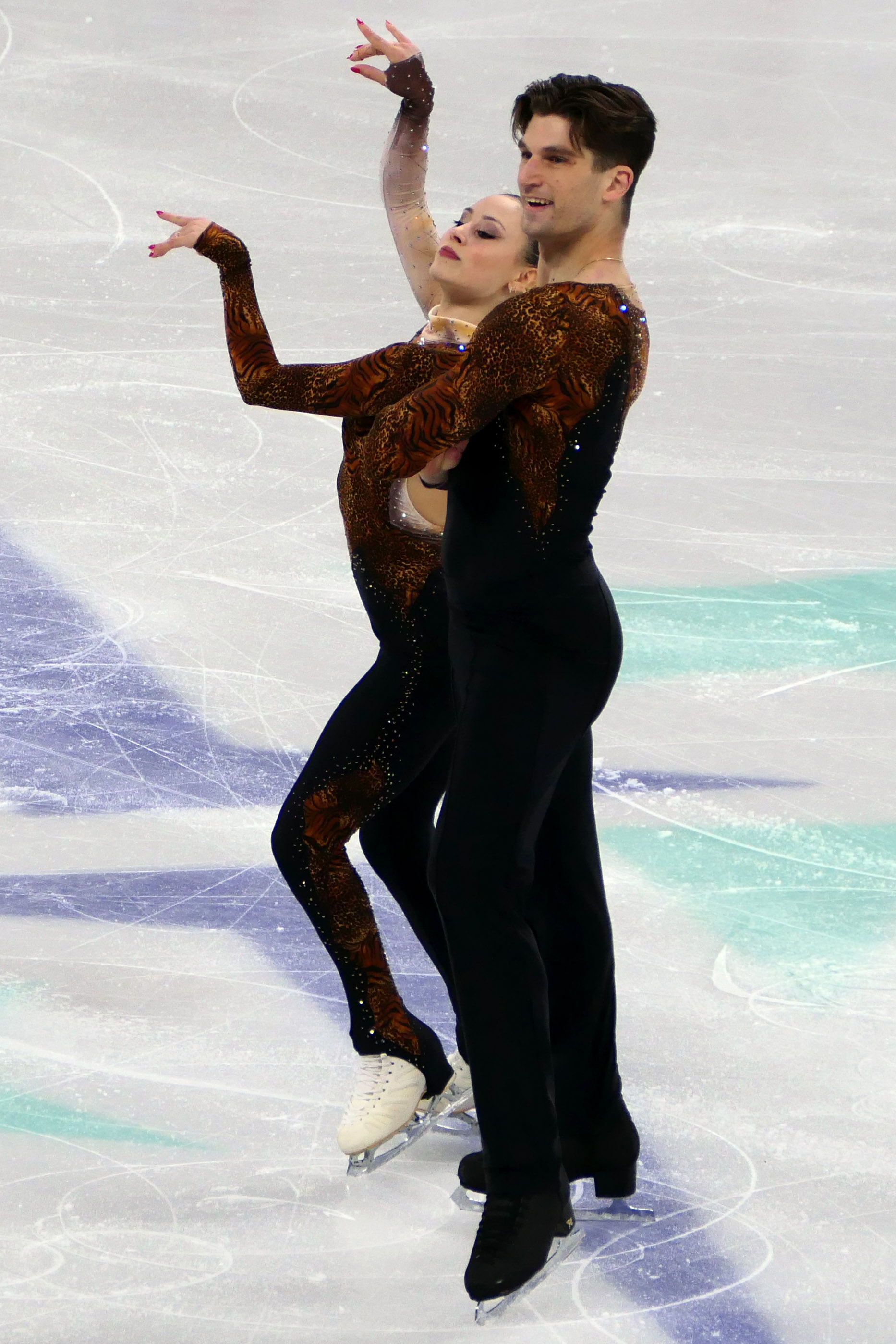
Lucrezia Beccari / Matteo Guarise al Campionato del mondo nel 2024

| Pairs Medalists | Pairs Medalists                | Pairs Medalists                      | Pairs Medalists                           | Pairs Medalists                                   |
| --------------- | ------------------------------ | ------------------------------------ | ----------------------------------------- | ------------------------------------------------- |
| Anno            | Luogo                          | Oro                                  | Argento                                   | Bronzo                                            |
| 1942            |                                | Grazia Barcellona / Carlo Fassi      |                                           |                                                   |
| 1943            |                                | Grazia Barcellona / Carlo Fassi      |                                           |                                                   |
| 1944            |                                |                                      |                                           |                                                   |
| 1945            |                                |                                      |                                           |                                                   |
| 1946            |                                | Grazia Barcellona / Carlo Fassi      |                                           |                                                   |
| 1947            |                                | Grazia Barcellona / Carlo Fassi      |                                           |                                                   |
| 1948            |                                | Grazia Barcellona / Carlo Fassi      |                                           |                                                   |
| 1949            |                                | Grazia Barcellona / Carlo Fassi      |                                           |                                                   |
| 1950            |                                | Grazia Barcellona / Carlo Fassi      |                                           |                                                   |
| 1951            |                                | Grazia Barcellona / Carlo Fassi      |                                           |                                                   |
| 1952            |                                | Grazia Barcellona / Carlo Fassi      |                                           |                                                   |
| 1953            |                                |                                      |                                           |                                                   |
| 1954            | Milano                         | Grazia Barcellona / Carlo Fassi      |                                           |                                                   |
| 1955            | Torino                         |                                      |                                           |                                                   |
| 1956            | Cortina d'Ampezzo              |                                      |                                           |                                                   |
| 1957            |                                |                                      |                                           |                                                   |
| 1958            |                                |                                      |                                           |                                                   |
| 1959            |                                |                                      |                                           |                                                   |
| 1960            | Asiago                         |                                      |                                           |                                                   |
| 1961            | Milano                         |                                      |                                           |                                                   |
| 1962            | Milano                         |                                      |                                           |                                                   |
| 1963            | Bolzano                        |                                      |                                           |                                                   |
| 1964            | Milano                         | Emanuela Gianoli / Michele Bargauan  |                                           |                                                   |
| 1965            | Milano                         | Emanuela Gianoli / Michele Bargauan  |                                           |                                                   |
| 1966            | Cortina d'Ampezzo              | Emanuela Gianoli / Michele Bargauan  |                                           |                                                   |
| 1967            |                                |                                      |                                           |                                                   |
| 1968            |                                |                                      |                                           |                                                   |
| 1969            |                                |                                      |                                           |                                                   |
| 1970            |                                |                                      |                                           |                                                   |
| 1971            |                                |                                      |                                           |                                                   |
| 1972            |                                |                                      |                                           |                                                   |
| 1973            |                                |                                      |                                           |                                                   |
| 1974            |                                |                                      |                                           |                                                   |
| 1975            |                                |                                      |                                           |                                                   |
| 1976            |                                |                                      |                                           |                                                   |
| 1977            |                                |                                      |                                           |                                                   |
| 1978            |                                |                                      |                                           |                                                   |
| 1979            |                                |                                      |                                           |                                                   |
| 1980            |                                |                                      |                                           |                                                   |
| 1981            |                                |                                      |                                           |                                                   |
| 1982            |                                |                                      |                                           |                                                   |
| 1983            |                                |                                      |                                           |                                                   |
| 1984            |                                |                                      |                                           |                                                   |
| 1985            | Belluno                        |                                      |                                           |                                                   |
| 1986            |                                |                                      |                                           |                                                   |
| 1987            |                                |                                      |                                           |                                                   |
| 1988            |                                |                                      |                                           |                                                   |
| 1989            |                                |                                      |                                           |                                                   |
| 1990            |                                |                                      |                                           |                                                   |
| 1991            |                                | Anna Tabacchi / Massimo Salvadè      |                                           |                                                   |
| 1992            |                                | Anna Tabacchi / Massimo Salvadè      |                                           |                                                   |
| 1993            |                                |                                      |                                           |                                                   |
| 1994            |                                | Marta Andrella / Dmitri Kaploun      |                                           |                                                   |
| 1995            |                                | Marta Andrella / Dmitri Kaploun      |                                           |                                                   |
| 1996            |                                | Inga Rodionova / Claudio Fico        |                                           |                                                   |
| 1997            | nessuna competizione di coppia | nessuna competizione di coppia       | nessuna competizione di coppia            | nessuna competizione di coppia                    |
| 1998            | nessuna competizione di coppia | nessuna competizione di coppia       | nessuna competizione di coppia            | nessuna competizione di coppia                    |
| 1999            | Milano                         | /                                    | /                                         | /                                                 |
| 2000            | Merano                         | /                                    | /                                         | /                                                 |
| 2001            | Milano                         | Michela Cobisi / Ruben De Pra        | /                                         | /                                                 |
| 2002            | Collalbo                       | Michela Cobisi / Ruben De Pra        | nessun altro concorrente                  | nessun altro concorrente                          |
| 2003            | Lecco                          | nessuna competizione di coppia       | nessuna competizione di coppia            | nessuna competizione di coppia                    |
| 2004            | Milano                         | nessuna competizione di coppia       | nessuna competizione di coppia            | nessuna competizione di coppia                    |
| 2005            | Merano                         | nessuna competizione di coppia       | nessuna competizione di coppia            | nessuna competizione di coppia                    |
| 2006            | Sesto San Giovanni             | nessuna competizione di coppia       | nessuna competizione di coppia            | nessuna competizione di coppia                    |
| 2007            | Trento                         | Laura Magitteri / Ondřej Hotárek     | Nessun altro concorrente                  | Nessun altro concorrente                          |
| 2008            | Milano                         | Laura Magitteri / Ondřej Hotárek     | Marika Zanforlin / Federico Degli Esposti | Nessun altro concorrente                          |
| 2009            | Pinerolo                       | Nicole Della Monica / Yannick Kocon  | Marika Zanforlin / Federico Degli Esposti | Nessun altro concorrente                          |
| 2010            | Brescia                        | Nicole Della Monica / Yannick Kocon  | Stefania Berton / Ondřej Hotárek          | Marika Zanforlin / Federico Degli Esposti         |
| 2011            | Milano                         | Stefania Berton / Ondřej Hotárek     | nessun altro concorrente                  | nessun altro concorrente                          |
| 2012            | Courmayeur                     | Stefania Berton / Ondřej Hotárek     | Carolina Gillespie / Luca Demattè         | Nessun altro concorrente                          |
| 2013            | Milano                         | Stefania Berton / Ondřej Hotárek     | Nicole Della Monica / Matteo Guarise      | Nessun altro concorrente                          |
| 2014            | Merano                         | Stefania Berton / Ondřej Hotárek     | Nicole Della Monica / Matteo Guarise      | Giulia Foresti / Luca Demattè                     |
| 2015            | Torino                         | Valentina Marchei / Ondřej Hotárek   | Nicole Della Monica / Matteo Guarise      | Alessandra Cernuschi / Filippo Ambrosini          |
| 2016            | Torino                         | Nicole Della Monica / Matteo Guarise | Valentina Marchei / Ondřej Hotárek        | Bianca Manacorda / Niccolò Macii                  |
| 2017            | Egna                           | Nicole Della Monica / Matteo Guarise | Valentina Marchei / Ondřej Hotárek        | Rebecca Ghilardi / Filippo Ambrosini              |
| 2018            | Milano                         | Nicole Della Monica / Matteo Guarise | Valentina Marchei / Ondřej Hotárek        | Rebecca Ghilardi / Filippo Ambrosini              |
| 2019            | Trento                         | Nicole Della Monica / Matteo Guarise | Rebecca Ghilardi / Filippo Ambrosini      | Nessun altro concorrente                          |
| 2020            | Bergamo                        | Nicole Della Monica / Matteo Guarise | Rebecca Ghilardi / Filippo Ambrosini      | Sara Conti / Niccolò Macii                        |
| 2021            | Egna                           | Nicole Della Monica / Matteo Guarise | Rebecca Ghilardi / Filippo Ambrosini      | Sara Conti / Niccolò Macii                        |
| 2022            | Torino                         | Nicole Della Monica / Matteo Guarise | Rebecca Ghilardi / Filippo Ambrosini      | Sara Conti / Niccolò Macii                        |
| 2023            | Brunico                        | Sara Conti / Niccolò Macii           | Rebecca Ghilardi / Filippo Ambrosini      | Lucrezia Beccari / Matteo Guarise                 |
| 2024            | Pinerolo                       | Rebecca Ghilardi / Filippo Ambrosini | Lucrezia Beccari / Matteo Guarise         | Anna Valesi / Manuel Piazza                       |
| 2025            | Varese                         | Sara Conti / Niccolò Macii           | Rebecca Ghilardi / Filippo Ambrosini      | Irma Angela Sofia Caldara / Riccardo Maria Maglio |

### Danza su ghiaccio

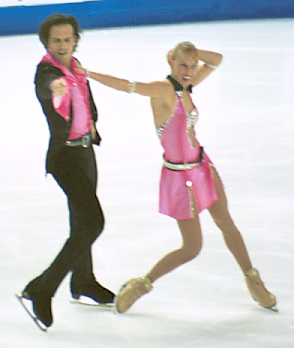
Barbara Fusar-Poli/Maurizio Margaglio

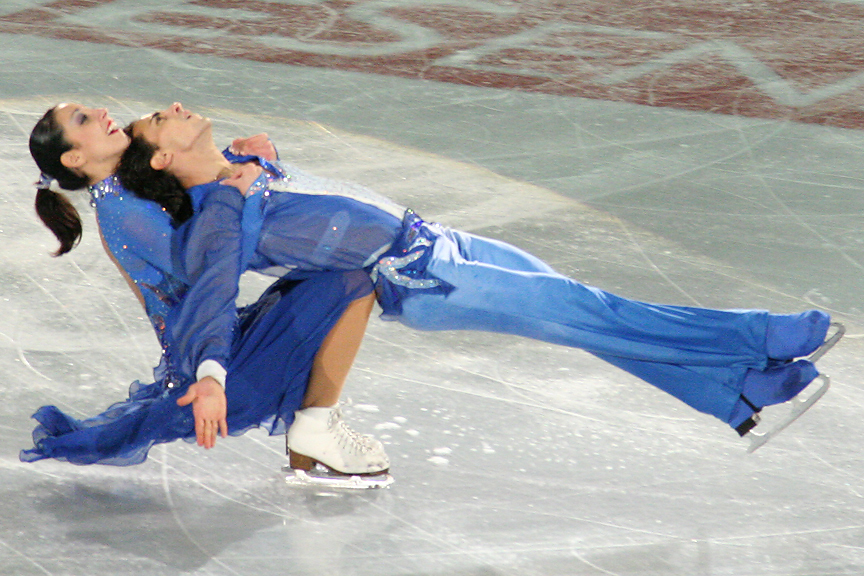
Federica Faiella/Massimo Scali eseguono un reverse lift

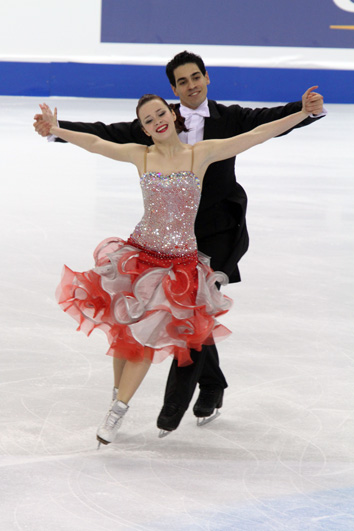
Anna Cappellini/Luca Lanotte al Campionato del mondo nel 2010

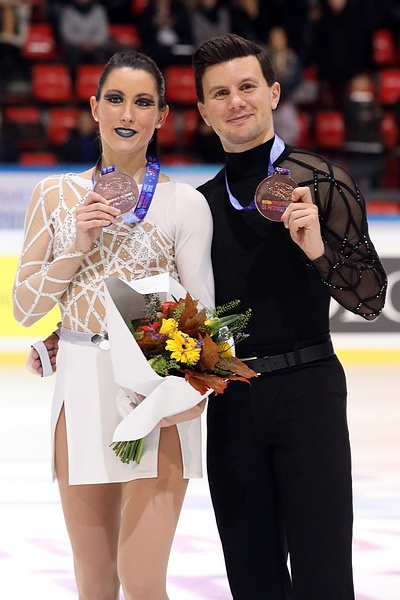
Charlène Guignard/Marco Fabbri al Trophée Eric Bompard nel 2019

| Ice Dancing Medalists | Ice Dancing Medalists | Ice Dancing Medalists                   | Ice Dancing Medalists                   | Ice Dancing Medalists                        |
| --------------------- | --------------------- | --------------------------------------- | --------------------------------------- | -------------------------------------------- |
| Anno                  | Luogo                 | Oro                                     | Argento                                 | Bronzo                                       |
| 1945                  |                       |                                         |                                         |                                              |
| 1946                  |                       |                                         |                                         |                                              |
| 1947                  |                       |                                         |                                         |                                              |
| 1948                  |                       |                                         |                                         |                                              |
| 1949                  |                       |                                         |                                         |                                              |
| 1950                  |                       |                                         |                                         |                                              |
| 1951                  |                       |                                         |                                         |                                              |
| 1952                  |                       |                                         |                                         |                                              |
| 1953                  |                       |                                         |                                         |                                              |
| 1954                  | Milano                |                                         |                                         |                                              |
| 1955                  | Torino                |                                         |                                         |                                              |
| 1956                  | Cortina d'Ampezzo     |                                         |                                         |                                              |
| 1957                  |                       |                                         |                                         |                                              |
| 1958                  |                       |                                         |                                         |                                              |
| 1959                  |                       |                                         |                                         |                                              |
| 1960                  | Asiago                |                                         |                                         |                                              |
| 1961                  | Milano                |                                         |                                         |                                              |
| 1962                  | Milano                |                                         |                                         |                                              |
| 1963                  | Bolzano               |                                         |                                         |                                              |
| 1964                  |                       |                                         |                                         |                                              |
| 1965                  |                       |                                         |                                         |                                              |
| 1966                  |                       |                                         |                                         |                                              |
| 1967                  |                       |                                         |                                         |                                              |
| 1968                  |                       |                                         |                                         |                                              |
| 1969                  |                       | Matilde Ciccia / Lamberto Ceserani      |                                         |                                              |
| 1970                  |                       | Matilde Ciccia / Lamberto Ceserani      |                                         |                                              |
| 1971                  |                       | Matilde Ciccia / Lamberto Ceserani      |                                         |                                              |
| 1972                  |                       | Matilde Ciccia / Lamberto Ceserani      |                                         |                                              |
| 1973                  |                       | Matilde Ciccia / Lamberto Ceserani      |                                         |                                              |
| 1974                  |                       | Matilde Ciccia / Lamberto Ceserani      |                                         |                                              |
| 1975                  |                       | Matilde Ciccia / Lamberto Ceserani      |                                         |                                              |
| 1976                  |                       | Matilde Ciccia / Lamberto Ceserani      |                                         |                                              |
| 1977                  |                       |                                         |                                         |                                              |
| 1978                  |                       |                                         |                                         |                                              |
| 1979                  |                       |                                         |                                         |                                              |
| 1980                  |                       |                                         |                                         |                                              |
| 1981                  |                       | Elisabetta Parisi / Roberto Pelizzola   |                                         |                                              |
| 1982                  |                       | Isabella Micheli / Roberto Pelizzola    |                                         |                                              |
| 1983                  |                       | Isabella Micheli / Roberto Pelizzola    |                                         |                                              |
| 1984                  |                       | Isabella Micheli / Roberto Pelizzola    |                                         |                                              |
| 1985                  | Belluno               | Isabella Micheli / Roberto Pelizzola    |                                         |                                              |
| 1986                  |                       | Isabella Micheli / Roberto Pelizzola    |                                         |                                              |
| 1987                  |                       | Lia Trovati / Roberto Pelizzola         |                                         |                                              |
| 1988                  |                       | Lia Trovati / Roberto Pelizzola         |                                         |                                              |
| 1989                  | Bressanone            | Anna Croci / Luca Mantovani             |                                         |                                              |
| 1990                  |                       | Anna Croci / Luca Mantovani             |                                         |                                              |
| 1991                  | Feltre                | Anna Croci / Luca Mantovani             |                                         |                                              |
| 1992                  |                       | Stefania Calegari / Pasquale Camerlengo |                                         |                                              |
| 1993                  |                       | Stefania Calegari / Pasquale Camerlengo |                                         |                                              |
| 1994                  |                       | Barbara Fusar-Poli / Alberto Reani      |                                         |                                              |
| 1995                  |                       | Barbara Fusar-Poli / Maurizio Margaglio | /                                       | /                                            |
| 1996                  |                       | Barbara Fusar-Poli / Maurizio Margaglio | /                                       | /                                            |
| 1997                  |                       | Barbara Fusar-Poli / Maurizio Margaglio | Diane Gerencser / Pasquale Camerlengo   | Francesca Fermi / Andrea Baldi               |
| 1998                  | Courmayeur            | Barbara Fusar-Poli / Maurizio Margaglio | Diane Gerencser/ Pasquale Camerlengo    | Francesca Fermi/Andrea Baldi                 |
| 1999                  | Milano                | Barbara Fusar-Poli / Maurizio Margaglio | Francesca Fermi / Diego Rinaldi         | Elisa Angeli / Moreno La Fiosca              |
| 2000                  | Merano                | Barbara Fusar-Poli / Maurizio Margaglio | Federica Faiella / Luciano Milo         | /                                            |
| 2001                  | Milano                | Barbara Fusar-Poli / Maurizio Margaglio | Valentina Anselmi / Fabrizio Pedrazzini | Gloria Agogliati / Luciano Milo              |
| 2002                  | Milano                | Barbara Fusar-Poli / Maurizio Margaglio | Federica Faiella / Massimo Scali        | Valentina Anselmi / Fabrizio Pedrazzini      |
| 2003                  | Lecco                 | Federica Faiella / Massimo Scali        | Marta Paoletti / Fabrizio Pedrazzini    | Nessun altro concorrente                     |
| 2004                  | Milano                | Federica Faiella / Massimo Scali        | Alessia Aureli / Andrea Vaturi          | Alessia Avanzini / Luca Lombardi             |
| 2005                  | Merano                | Federica Faiella / Massimo Scali        | Alessia Aureli / Andrea Vaturi          | Anna Cappellini / Matteo Zanni               |
| 2006                  | Sesto San Giovanni    | Barbara Fusar-Poli / Maurizio Margaglio | Federica Faiella / Massimo Scali        | Alessia Aureli / Andrea Vaturi               |
| 2007                  | Trento                | Federica Faiella / Massimo Scali        | Anna Cappellini / Luca Lanotte          | Nessun altro concorrente                     |
| 2008                  | Milano                | Federica Faiella / Massimo Scali        | Anna Cappellini / Luca Lanotte          | Alessia Aureli / Marco Garavaglia            |
| 2009                  | Pinerolo              | Federica Faiella / Massimo Scali        | Anna Cappellini / Luca Lanotte          | Isabella Pajardi / Stefano Caruso            |
| 2010                  | Brescia               | Federica Faiella / Massimo Scali        | Anna Cappellini / Luca Lanotte          | Federica Testa / Christopher Mior            |
| 2011                  | Milano                | Federica Testa / Christopher Mior       | Charlène Guignard / Marco Fabbri        | Lorenza Alessandrini / Simone Vaturi         |
| 2012                  | Courmayeur            | Anna Cappellini / Luca Lanotte          | Charlène Guignard / Marco Fabbri        | Lorenza Alessandrini / Simone Vaturi         |
| 2013                  | Milano                | Anna Cappellini / Luca Lanotte          | Charlène Guignard / Marco Fabbri        | Federica Bernardi / Christopher Mior         |
| 2014                  | Merano                | Anna Cappellini / Luca Lanotte          | Charlène Guignard / Marco Fabbri        | Lorenza Alessandrini / Simone Vaturi         |
| 2015                  | Torino                | Anna Cappellini / Luca Lanotte          | Charlène Guignard / Marco Fabbri        | Misato Komatsubara / Andrea Fabbri           |
| 2016                  | Torino                | Anna Cappellini / Luca Lanotte          | Charlène Guignard / Marco Fabbri        | Misato Komatsubara / Andrea Fabbri           |
| 2017                  | Egna                  | Anna Cappellini / Luca Lanotte          | Charlène Guignard / Marco Fabbri        | Jasmine Tessari / Francesco Fioretti         |
| 2018                  | Milano                | Anna Cappellini / Luca Lanotte          | Charlène Guignard / Marco Fabbri        | Jasmine Tessari / Francesco Fioretti         |
| 2019                  | Trento                | Charlène Guignard / Marco Fabbri        | Jasmine Tessari / Francesco Fioretti    | Carolina Moscheni / Andrea Fabbri            |
| 2020                  | Bergamo               | Charlène Guignard / Marco Fabbri        | Jasmine Tessari / Francesco Fioretti    | Katrine Roy / Claudio Pietrantonio           |
| 2021                  | Egna                  | Charlène Guignard / Marco Fabbri        | Jasmine Tessari / Francesco Fioretti    | Chiara Calderone / Francesco Riva            |
| 2022                  | Torino                | Charlène Guignard / Marco Fabbri        | Carolina Moscheni / Francesco Fioretti  | Elisabetta Leccardi / Mattia Dalla Torre     |
| 2023                  | Brunico               | Charlène Guignard / Marco Fabbri        | Victoria Manni / Carlo Röthlisberger    | Carolina Portesi Peroni / Michael Chrastecky |
| 2024                  | Pinerolo              | Charlène Guignard / Marco Fabbri        | Victoria Manni / Carlo Röthlisberger    | Leia Francesca Dozzi / Pietro Papetti        |
| 2025                  | Varese                | Charlène Guignard / Marco Fabbri        | Victoria Manni / Carlo Röthlisberger    | Leia Francesca Dozzi / Pietro Papetti        |